# Champagné
Champagné ist eine französische Gemeinde im Département Sarthe in der Region Pays de la Loire. Sie gehört zum Arrondissement Mamers und zum Kanton Changé. Am 1. Januar 2022 hatte die Gemeinde 3680 Einwohner, die Champagnéen genannt werden.

## Geografie
Champagné liegt etwa acht Kilometer Luftlinie östlich von Le Mans am Fluss Huisne. Umgeben wird Champagné von den Nachbargemeinden Fatines im Norden, Saint-Mars-la-Brière im Osten, Changé im Süden, Yvré-l’Évêque im Westen. 

## Bevölkerungsentwicklung
| 1962 | 1968 | 1975 | 1982 | 1990 | 1999 | 2006 | 2011 |
| ---- | ---- | ---- | ---- | ---- | ---- | ---- | ---- |
| 2047 | 2234 | 2757 | 3333 | 3307 | 3294 | 3561 | 3795 |

## Verkehr
Der Bahnhof von Champagné liegt an der Bahnstrecke Paris–Brest und wird im Regionalverkehr von TER-Zügen bedient.

## Kultur und Sehenswürdigkeiten
- Kirche Saint-Désiré aus dem 16. und 17. Jahrhundert
- Friedhofskapelle mit Pietà aus polychromem Ton
- Befestigungsreste
- Haus Breteche aus dem 12. Jahrhundert
- Schloss Aubry
- Schloss Reveillon aus der Zeit um 1300, 1905 restauriert
- Mühlen aus dem 19. Jahrhundert
- Empfangsgebäude des Bahnhofs
- belgischer Kriegsfriedhof
- Kriegsmahnmal zum deutsch-französischen Krieg 1871

## Persönlichkeiten
- Jean Rondeau (1946–1985), Rennfahrer und Automobilkonstrukteur